# Rhagovelia rivale
Rhagovelia rivale är en insektsart som beskrevs av Torre-bueno 1924. Rhagovelia rivale ingår i släktet Rhagovelia och familjen vattenlöpare. Inga underarter finns listade i Catalogue of Life.